# Козачьи Майданы
Коза́чьи либо Каза́чьи Майда́ны (укр. Козачі Майдани) — село,
Шляховский сельский совет,
Кегичёвский район,
Харьковская область, Украина.
Код КОАТУУ — 6323186005. Население по переписи 2001 года составляет 21 (12/9 м/ж) человек.

## Географическое положение
Село Козачьи Майданы примыкает к селу Петровское и находится на расстоянии в 2 км от села Высокое и в 3-х км от села Шляховое.

## История
- 1795 — дата основания или первого упоминания. Из названия вытекает, что изначально это было казачье село.

- 1918 — село вошло в состав Украинской Державы гетмана П. П. Скоропадского.

- 1932 — Во время Голодомора 1932 - 1933 годов умер 21 житель Козачьих Майданов. Голодомор имел геноцидный характер[2].

## Экономика
- Молочно-товарная ферма.

## Достопримечательности
- Братская могила советских воинов. Похоронено 53 воина.